# Carline Ray
Carline Ray (New York, 1925. április 21. – New York, 2013. július 18.) amerikai énekesnő.

## Pályakép
Carline Ray 1925. április 21-én született Manhattanben. Ray fiatal kora óta tehetséges zenész volt, ritmusgitáron és basszusgitáron játszott. Miután meghallott néhány zenekart az 52. utcában, és látta énekelni Billie Holiday-t, eldőlt a sorsa. 1941-ben beiratkozott a Juilliard Schoolba, ahol 1946-ban zeneszerzés szakon diplomázott.
Sok női énekes ugyan sok volt, de Carline Ray-nek szerencséje volt, amikor tagja lett az International Sweethearts of Rhythmnek, a legjobb női big bandnek gitárosként és énekesként. 1946-ban debütált velük egy lemezfelvételeken, és három rövidfilmben is szerepelt velük.
22 éven át nem vett fel lemezt, de munkája rendesen volt. 1948-ban Erskine Hawkinsszal dolgozott, az 1950-es években volt egy triója Edna Smith basszusgitárossal és Pauline Braddy dobossal (a Sweethearts of Rhythm-ből), és mesterdiplomát szerzett a Manhattan School Of Musicban.
1956-ban 1956-ban az akkor 54 éves Luis Russell feleségül vette a 31 éves Carline Rayt. Megszületett gyermekük is, Catherine Russell. Luis Russell visszavonult a zenéléstől, bár 1959-ben klasszikus zongoraestet is adott. 1963-ban, 61 éves korában elhunyt. Catherine Russell mindössze hétéves volt.
Carline Russell az 1950-es évek végén már elektromos basszusgitáros volt, majd 1980-ban − Major Holley révén − ösztöndíjat kapott az akusztikus basszusgitár tanulmányozására is.
Az évek során számos feladata között szerepelt session zenészként, például Patti Page és Bobby Darin háttérzenésze volt. Szerepelt karácsonyi dalok előadásán Leonard Bernstein vezényletével, valamint dolgozott a Sy Oliver Big Banddel.

## Lemezek
- 1946-1947: International Sweethearts of Rhythm
- 1995: Ruth Brown Live in London
- 1997: Jazzberry Jam! Live
- 2000: Linda Presgrave In Your Eyes
- 1961-2013: Vocal Sides

## Díjak
- 1996: Co-recipient of the first International Women In Jazz Lifetime Achievement Award, „A Living Legend”
- 2005: Kennedy Center's Mary Lou Williams Women in Jazz Festival Award
- 2008: International Women In Jazz Award